# European Nations Cup 1999/2000
Der European Nations Cup 2000/01 (ENC) war ein Rugby-Union-Wettbewerb für europäische Nationalmannschaften der zweiten und dritten Stärkeklasse, unterhalb der Six Nations. Es handelte sich um die 32. Ausgabe der Rugby-Union-Europameisterschaft und die erste in diesem Format, organisiert durch den Verband FIRA-AER. Beteiligt waren 28 Mannschaften, die in vier Divisionen eingeteilt waren. Den Europameistertitel gewann zum sechsten Mal Rumänien.
Diese Europameisterschaft folgte auf die Umstrukturierung der ehemaligen FIRA (Fédération Internationale de Rugby Amateur), die zuvor ein zum International Rugby Board konkurrierender Weltverband gewesen war und sich unter dem Namen FIRA-AER zu einem auf Europa beschränkten Kontinentalverband verändert hatte. Aus diesem Grund mussten Marokko und Tunesien austreten und sich dem afrikanischen Kontinentalverband anschließen. Allerdings nahmen die Nationalmannschaften dieser beiden Länder ein letztes Mal an der Europameisterschaft teil, wenn auch außer Konkurrenz. Frankreich und Italien wiederum verzichteten von nun an auf eine Teilnahme und konzentrierten sich auf die Six Nations. Die Zusammensetzung der Gruppen ergab sich aus dem Ergebnis des Qualifikationsturniers, das die Mannschaften aus der dritten und vierten europäischen Division ein Jahr zuvor unter sich ausgetragen hatten.

## Reglement
Das verwendete Punktesystem war wie folgt:
- 3 Punkte bei einem Sieg
- 2 Punkte bei einem Unentschieden
- 1 Punkte bei einer Niederlage
- 0 Punkte bei einer Forfaitniederlage

Bei Gleichstand gaben die Direktbegegnung den Ausschlag.

## Division 1
|    | Land        | Spiele | Siege | Unent. | Ndlg. | Spiel- punkte | Diff. | Tabellen- punkte |
| -- | ----------- | ------ | ----- | ------ | ----- | ------------- | ----- | ---------------- |
| 1. | Rumänien    | 4      | 4     | 0      | 0     | 120:39        | + 81  | 12               |
| 2. | Spanien     | 4      | 2     | 0      | 2     | 94:86         | + 8   | 8                |
| 3. | Georgien    | 4      | 2     | 0      | 2     | 125:95        | + 30  | 8                |
| 4. | Niederlande | 4      | 1     | 0      | 3     | 37:124        | − 87  | 6                |
| 5. | Portugal    | 4      | 1     | 0      | 3     | 65:97         | − 32  | 6                |

| 6. Februar 2000 | Spanien                                                                                             | 33 : 8         | Niederlande                            | Polideportivo Príncipes de España, Palma de Mallorca Zuschauer: 4000 Schiedsrichter: Rossano Faccioli (Italien) |
| 6. Februar 2000 | Versuche: Frechilla León Salazar Zapatero Erhöhungen: Kovalenco Martínez Straftritte: Kovalenco (3) | (11:5) Bericht | Versuche: Philpott Straftritte: Hannay | Polideportivo Príncipes de España, Palma de Mallorca Zuschauer: 4000 Schiedsrichter: Rossano Faccioli (Italien) |

| 8. Februar 2000 | Portugal                                      | 30 : 32        | Georgien | Estádio Universitário de Lisboa, Lissabon Schiedsrichter: Jean-Pierre Pellaprat (Frankreich) |
| 8. Februar 2000 | Straftritte: Teixeira (9) Dropgoals: Teixeira | (12:6) Bericht | Versuche: Giorgadse Chechelaschwili Zabadse (2) Erhöhungen: Urdschukaschwili (3) Straftritte: Urdschukaschwili (2) | Estádio Universitário de Lisboa, Lissabon Schiedsrichter: Jean-Pierre Pellaprat (Frankreich) |

| 20. Februar 2000 | Niederlande                                                          | 10 : 39         | Rumänien                                                                                   | NRCA, Amsterdam Zuschauer: 2000 Schiedsrichter: Bernd Gabbei (Deutschland) |
| 20. Februar 2000 | Versuche: Winkels Erhöhungen: van der Loos Straftritte: van der Loos | (10:10) Bericht | Versuche: Corodeanu Drăguceanu Dumitru (2) Mitu Erhöhungen: Mitu (4) Straftritte: Mitu (2) | NRCA, Amsterdam Zuschauer: 2000 Schiedsrichter: Bernd Gabbei (Deutschland) |

| 20. Februar 2000 | Portugal                             | 21 : 19        | Spanien                                                         | Estádio Universitário de Lisboa, Lissabon Schiedsrichter: Daniel Gillet (Frankreich) |
| 20. Februar 2000 | Straftritte: Mourao (4) Teixeira (3) | (12:9) Bericht | Versuche: Mata Erhöhungen: Kovalenco Straftritte: Kovalenco (4) | Estádio Universitário de Lisboa, Lissabon Schiedsrichter: Daniel Gillet (Frankreich) |

| 4. März 2000 | Spanien                                                                                      | 36 : 32         | Georgien | Estadio Nacional Universidad Complutense, Madrid Schiedsrichter: Claudio Giacomel (Italien) |
| 4. März 2000 | Versuche: Astarloa Benito Frechilla (2) Souto Erhöhungen: Martínez (3) Straftritte: Martínez | (10:20) Bericht | Versuche: Abaschidse Labadse Mtschedlischwili Zabadse Erhöhungen: Iurini Urdschukaschwili Straftritte: Urdschukaschwili | Estadio Nacional Universidad Complutense, Madrid Schiedsrichter: Claudio Giacomel (Italien) |

| 5. März 2000 | Rumänien                                                                                | 33 : 3  | Portugal              | Stadionul Dinamo, Bukarest |
| 5. März 2000 | Versuche: Mersoiu Petrache Sîrbu Tonița Vioreanu Erhöhungen: Mitu Straftritte: Mitu (2) | Bericht | Straftritte: Teixeira | Stadionul Dinamo, Bukarest |

| 19. März 2000 | Georgien | 41 : 6         | Niederlande             | Boris-Paitschadse-Nationalstadion, Tiflis Zuschauer: 20.000 Schiedsrichter: Salvatore de Falco (Italien) |
| 19. März 2000 | Versuche: Abuseridse Dschimscheladse Giorgadse Kawtarahwili (2) Labadse Sedginidse Erhöhungen: Iurini Dschimscheladse (2) | (10:3) Bericht | Straftritte: Hannay (2) | Boris-Paitschadse-Nationalstadion, Tiflis Zuschauer: 20.000 Schiedsrichter: Salvatore de Falco (Italien) |

| 19. März 2000 | Rumänien                                                                        | 25 : 6         | Spanien                   | Complexul Sportiv Ghencea, Bukarest Schiedsrichter: Giovanni Morandi (Italien) |
| 19. März 2000 | Versuche: Dumitru Gontineac Vioreanu Erhöhungen: Mitu (2) Straftritte: Mitu (2) | (18:6) Bericht | Straftritte: Martínez (2) | Complexul Sportiv Ghencea, Bukarest Schiedsrichter: Giovanni Morandi (Italien) |

| 2. April 2000 | Georgien                                                                                          | 20 : 23        | Rumänien                                                                              | Boris-Paitschadse-Nationalstadion, Tiflis Zuschauer: 35.000 Schiedsrichter: Daniel Pruvot (Frankreich) |
| 2. April 2000 | Versuche: Kawtarahwili Nadiradse Erhöhungen: Dschimscheladse (2) Straftritte: Dschimscheladse (2) | (6:13) Bericht | Versuche: Brezoianu Sîrbu Erhöhungen: Mitu (2) Straftritte: Mitu (2) Dropgoals: Tofan | Boris-Paitschadse-Nationalstadion, Tiflis Zuschauer: 35.000 Schiedsrichter: Daniel Pruvot (Frankreich) |

| 2. April 2000 | Niederlande                                                      | 13 : 11        | Portugal                                     | NRCA, Amsterdam |
| 2. April 2000 | Versuche: van der Pol Erhöhungen: Hannay Straftritte: Hannay (2) | (6:11) Bericht | Versuche: Murinelo Straftritte: Teixeira (2) | NRCA, Amsterdam |

Weitere Begegnungen mit Marokko siehe hier.

## Division 2
|    | Land        | Spiele | Siege | Unent. | Ndlg. | Spiel- punkte | Diff. | Tabellen- punkte |
| -- | ----------- | ------ | ----- | ------ | ----- | ------------- | ----- | ---------------- |
| 1. | Russland    | 4      | 4     | 0      | 0     | 267:18        | + 249 | 12               |
| 2. | Kroatien    | 4      | 3     | 0      | 1     | 105:36        | + 69  | 10               |
| 3. | Ukraine     | 4      | 1     | 0      | 3     | 54:135        | − 81  | 6                |
| 4. | Dänemark    | 4      | 1     | 0      | 3     | 78:188        | − 110 | 6                |
| 5. | Deutschland | 4      | 1     | 0      | 3     | 56:183        | − 127 | 6                |

| 18. September 1999 | Russland | 71 : 5 | Ukraine | Zentralstadion, Krasnojarsk |
| 18. September 1999 |          |        |         | Zentralstadion, Krasnojarsk |

| 24. Oktober 1999 | Dänemark | 19 : 23 | Ukraine | Aalborg |
| 24. Oktober 1999 |          |         |         | Aalborg |

| 13. November 1999 | Niederlande | 42 : 13 | Niederlande | Gradski sportski centar, Makarska |
| 13. November 1999 |             |         |             | Gradski sportski centar, Makarska |

| 2. April 2000 | Ukraine | 17 : 20 | Deutschland | Spartak-Stadion, Odessa |
| 2. April 2000 |         |         |             | Spartak-Stadion, Odessa |

| 16. April 2000 | Russland | 89 : 6 | Deutschland | Junost-Stadion, Krasnodar |
| 16. April 2000 |          |        |             | Junost-Stadion, Krasnodar |

| 30. April 2000 | Deutschland | 11 : 38 | Kroatien | Wolfgang-Meyer-Sportanlage, Hamburg |
| 30. April 2000 |             |         |          | Wolfgang-Meyer-Sportanlage, Hamburg |

| 7. Mai 2000 | Deutschland | 19 : 39 | Dänemark | Varel |
| 7. Mai 2000 |             |         |          | Varel |

| 13. Mai 2000 | Dänemark | 7 : 104 | Russland | Kopenhagen |
| 13. Mai 2000 |          |         |          | Kopenhagen |

| 14. Mai 2000 | Kroatien | 25 : 9 | Ukraine | Gradski sportski centar, Makarska |
| 14. Mai 2000 |          |        |         | Gradski sportski centar, Makarska |

| 21. Mai 2000 | Russland | 3 : 0 forfait | Kroatien | Junost-Stadion, Krasnodar |
| 21. Mai 2000 |          |               |          | Junost-Stadion, Krasnodar |

## Division 3
|    | Land       | Spiele | Siege | Unent. | Ndlg. | Spiel- punkte | Diff. | Tabellen- punkte |
| -- | ---------- | ------ | ----- | ------ | ----- | ------------- | ----- | ---------------- |
| 1. | Tschechien | 4      | 4     | 0      | 0     | 119:73        | + 46  | 12               |
| 2. | Polen      | 4      | 3     | 0      | 1     | 112:69        | + 43  | 10               |
| 3. | Schweiz    | 4      | 1     | 0      | 3     | 47:60         | − 13  | 6                |
| 4. | Lettland   | 4      | 1     | 0      | 3     | 72:91         | − 19  | 6                |
| 5. | Belgien    | 4      | 1     | 0      | 3     | 65:122        | − 57  | 6                |

| 2. Oktober 1999 | Polen | 41 : 8 | Lettland | MOSiR-Stadion, Danzig |
| 2. Oktober 1999 |       |        |          | MOSiR-Stadion, Danzig |

| 16. Oktober 1999 | Belgien | 14 : 43 | Polen | Petit Heysel, Brüssel |
| 16. Oktober 1999 |         |         |       | Petit Heysel, Brüssel |

| 16. Oktober 1999 | Schweiz | 18 : 22 | Tschechien | Centre sportif de Colovray, Nyon |
| 16. Oktober 1999 |         |         |            | Centre sportif de Colovray, Nyon |

| 13. November 1999 | Schweiz | 10 : 5 | Lettland | Stade d’Athénaz, Avusy |
| 13. November 1999 |         |        |          | Stade d’Athénaz, Avusy |

| 4. März 2000 | Belgien | 18 : 11 | Schweiz | Petit Heysel, Brüssel |
| 4. März 2000 |         |         |         | Petit Heysel, Brüssel |

| 1. April 2000 | Polen | 15 : 8 | Schweiz | Sopot |
| 1. April 2000 |       |        |         | Sopot |

| 15. April 2000 | Tschechien | 28 : 23 | Belgien | CE Group Rugby Arena, Prag |
| 15. April 2000 |            |         |         | CE Group Rugby Arena, Prag |

| 7. Mai 2000 | Lettland | 19 : 30 | Tschechien | Latvijas Universitātes stadions, Riga |
| 7. Mai 2000 |          |         |            | Latvijas Universitātes stadions, Riga |

| 13. Mai 2000 | Lettland | 40 : 10 | Belgien | Latvijas Universitātes stadions, Riga |
| 13. Mai 2000 |          |         |         | Latvijas Universitātes stadions, Riga |

| 20. Mai 2000 | Tschechien | 39 : 13 | Polen | Stadion ragby Císařka, Prag |
| 20. Mai 2000 |            |         |       | Stadion ragby Císařka, Prag |

Weitere Begegnungen mit Tunesien siehe hier.

## Division 4

### Gruppe A
|    | Land       | Spiele | Siege | Unent. | Ndlg. | Spiel- punkte | Diff. | Tabellen- punkte |
| -- | ---------- | ------ | ----- | ------ | ----- | ------------- | ----- | ---------------- |
| 1. | Slowenien  | 4      | 4     | 0      | 0     | 93:21         | + 72  | 12               |
| 2. | Andorra    | 4      | 3     | 0      | 1     | 70:48         | + 22  | 10               |
| 3. | Monaco     | 4      | 1     | 0      | 3     | 40:56         | − 16  | 6                |
| 4. | Ungarn     | 4      | 1     | 0      | 3     | 68:99         | − 31  | 6                |
| 5. | Österreich | 4      | 1     | 0      | 3     | 51:98         | − 47  | 6                |

| 16. Oktober 1999 | Ungarn | 3 : 27 | Slowenien | Budapest |
| 16. Oktober 1999 |        |        |           | Budapest |

| 30. Oktober 1999 | Slowenien | 16 : 3 | Andorra | Stadion Oval, Ljubljana |
| 30. Oktober 1999 |           |        |         | Stadion Oval, Ljubljana |

| 6. November 1999 | Monaco | 22 : 7 | Ungarn | Stade du Val d’Anaud, Menton |
| 6. November 1999 |        |        |        | Stade du Val d’Anaud, Menton |

| 5. Februar 2020 | Monaco | 10 : 14 | Andorra | Stade du Val d’Anaud, Menton |
| 5. Februar 2020 |        |         |         | Stade du Val d’Anaud, Menton |

| 26. Februar 2020 | Andorra | 32 : 10 | Ungarn | Camp del Consell, Andorra la Vella |
| 26. Februar 2020 |         |         |        | Camp del Consell, Andorra la Vella |

| 25. März 2020 | Österreich | 9 : 5 | Monaco | Stadion Hohe Warte, Wien |
| 25. März 2020 |            |       |        | Stadion Hohe Warte, Wien |

| 1. April 2020 | Österreich | 12 : 24 | Slowenien | Stadion Hohe Warte, Wien |
| 1. April 2020 |            |         |           | Stadion Hohe Warte, Wien |

| 15. April 2020 | Slowenien | 26 : 3 | Monaco | Stadion Oval, Ljubljana |
| 15. April 2020 |           |        |        | Stadion Oval, Ljubljana |

| 29. April 2020 | Ungarn | 48 : 18 | Österreich | Vasas-Stadion, Esztergom |
| 29. April 2020 |        |         |            | Vasas-Stadion, Esztergom |

| 13. Mai 2020 | Andorra | 21 : 12 | Österreich | Camp del Consell, Andorra la Vella |
| 13. Mai 2020 |         |         |            | Camp del Consell, Andorra la Vella |

### Gruppe B
|    | Land           | Spiele | Siege | Unent. | Ndlg. | Spiel- punkte | Diff. | Tabellen- punkte |
| -- | -------------- | ------ | ----- | ------ | ----- | ------------- | ----- | ---------------- |
| 1. | BR Jugoslawien | 3      | 3     | 0      | 0     | 67:12         | + 55  | 9                |
| 2. | Moldau         | 3      | 2     | 0      | 1     | 62:43         | + 19  | 7                |
| 3. | Israel         | 3      | 1     | 0      | 2     | 54:53         | + 1   | 5                |
| 4. | Bulgarien      | 3      | 0     | 0      | 3     | 34:109        | − 75  | 3                |

| 2. April 2000 | BR Jugoslawien | 17 : 3 | Moldau | Belgrad |
| 2. April 2000 |                |        |        | Belgrad |

| 30. April 2000 | Bulgarien | 6 : 33 | BR Jugoslawien | Dimova mahala, Pernik |
| 30. April 2000 |           |        |                | Dimova mahala, Pernik |

| 30. April 2000 | Moldau | 20 : 14 | Israel | Nationalstadion, Chișinău |
| 30. April 2000 |        |         |        | Nationalstadion, Chișinău |

| 7. Mai 2000 | Moldau | 39 : 12 | Bulgarien | Nationalstadion, Chișinău |
| 7. Mai 2000 |        |         |           | Nationalstadion, Chișinău |

| 14. Mai 2000 | Israel | 3 : 17 | BR Jugoslawien | Städtisches Stadion, Herzlia |
| 14. Mai 2000 |        |        |                | Städtisches Stadion, Herzlia |

| 21. Mai 2000 | Israel | 37 : 16 | Bulgarien | Städtisches Stadion, Herzlia |
| 21. Mai 2000 |        |         |           | Städtisches Stadion, Herzlia |

### Gruppe C
|    | Land      | Spiele | Siege | Unent. | Ndlg. | Spiel- punkte | Diff. | Tabellen- punkte |
| -- | --------- | ------ | ----- | ------ | ----- | ------------- | ----- | ---------------- |
| 1. | Schweden  | 3      | 3     | 0      | 0     | 131:8         | + 123 | 9                |
| 2. | Luxemburg | 3      | 2     | 0      | 1     | 126:52        | + 74  | 7                |
| 3. | Litauen   | 3      | 1     | 0      | 2     | 55:54         | + 1   | 5                |
| 4. | Norwegen  | 3      | 0     | 0      | 3     | 20:218        | − 198 | 3                |

| 23. Oktober 1999 | Schweden | 34 : 8 | Luxemburg | Lund |
| 23. Oktober 1999 |          |        |           | Lund |

| 15. April 2000 | Luxemburg | 78 : 12 | Norwegen | Josy-Barthel-Stadion, Luxemburg |
| 15. April 2000 |           |         |          | Josy-Barthel-Stadion, Luxemburg |

| 29. April 2000 | Schweden | 91 : 0 | Norwegen | Vänersborg Rugby Club, Vänersborg |
| 29. April 2000 |          |        |          | Vänersborg Rugby Club, Vänersborg |

| 13. Mai 2000 | Luxemburg | 40 : 6 | Litauen | Josy-Barthel-Stadion, Luxemburg |
| 13. Mai 2000 |           |        |         | Josy-Barthel-Stadion, Luxemburg |

| 27. Mai 2000 | Norwegen | 8 : 49 | Litauen | Ekebergparken, Norwegen |
| 27. Mai 2000 |          |        |         | Ekebergparken, Norwegen |

| 10. Juni 2000 | Litauen | 0 : 3 forfait | Schweden |  |
| 10. Juni 2000 |         |               |          |  |

## Spiele außer Konkurrenz
Während ihrer Umwandlung von einem konkurrierenden Weltverband zum Kontinentalverband Europas schloss die FIRA-AER nach und nach ihre Mitglieder außerhalb Europas aus. Währenddessen warteten insbesondere Marokko und Tunesien, die Mitglieder des afrikanischen Kontinentalverbandes Confédération Africaine de Rugby geworden waren, auf die Einrichtung einer eigenen Kontinentalmeisterschaft durch letzteren. Bis zum Beginn der ersten Afrikameisterschaft durften die beiden Mannschaften Freundschaftsspiele mit Mannschaften aus der ersten Division bestreiten, um die Wartezeit zu überbrücken.

### Marokko / Division 1
Informelle Rangliste der Division 1 mit Marokko:
|    | Land        | Spiele | Siege | Unent. | Ndlg. | Spiel- punkte | Diff. | Tabellen- punkte |
| -- | ----------- | ------ | ----- | ------ | ----- | ------------- | ----- | ---------------- |
| 1. | Rumänien    | 5      | 4     | 0      | 1     | 130:57        | + 73  | 13               |
| 2. | Georgien    | 5      | 3     | 0      | 2     | 145:105       | + 40  | 11               |
| 3. | Marokko     | 5      | 3     | 0      | 2     | 94:69         | + 25  | 11               |
| 4. | Spanien     | 5      | 2     | 0      | 3     | 109:105       | + 4   | 9                |
| 5. | Portugal    | 5      | 2     | 0      | 3     | 74:100        | − 26  | 9                |
| 6. | Niederlande | 4      | 1     | 0      | 4     | 52:168        | − 116 | 7                |

| 6. Februar 2000 | Marokko | 18 : 10 | Rumänien | Stade du C.O.C., Casablanca |
| 6. Februar 2000 |         |         |          | Stade du C.O.C., Casablanca |

| 20. Februar 2000 | Georgien | 20 : 10 | Marokko | Saint-Gaudens |
| 20. Februar 2000 |          |         |         | Saint-Gaudens |

| 4. März 2000 | Marokko | 44 : 15 | Niederlande | NRCA, Amsterdam |
| 4. März 2000 |         |         |             | NRCA, Amsterdam |

| 19. März 2000 | Portugal | 9 : 3 | Marokko | Estádio Universitário de Lisboa, Lissabon |
| 19. März 2000 |          |       |         | Estádio Universitário de Lisboa, Lissabon |

| 2. April 2000 | Spanien | 15 : 19 | Marokko | Estadio Carlos Belmonte, Albacete |
| 2. April 2000 |         |         |         | Estadio Carlos Belmonte, Albacete |

### Tunesien / Division 3
| 18. März 2000 | Belgien | 12 : 9 | Tunesien | Mons |
| 18. März 2000 |         |        |          | Mons |

| 25. März 2000 | Tunesien | 31 : 20 | Lettland | Stade El Menzah, Tunis |
| 25. März 2000 |          |         |          | Stade El Menzah, Tunis |

| 1. April 2000 | Tunesien | 33 : 3 | Tschechien | Stade El Menzah, Tunis |
| 1. April 2000 |          |        |            | Stade El Menzah, Tunis |

| 15. April 2000 | Tunesien | 40 : 6 | Schweiz | Stade El Menzah, Tunis |
| 15. April 2000 |          |        |         | Stade El Menzah, Tunis |

| 6. Mai 2000 | Tunesien | 42 : 0 | Polen | Stade El Menzah, Tunis |
| 6. Mai 2000 |          |        |       | Stade El Menzah, Tunis |